# Bassam
Ne doit pas être confondu avec Grand-Bassam.
Bassam est une commune située dans le département de Doumbala de la province de Kossi au Burkina Faso.